# Placonotus keralicus
Placonotus keralicus là một loài bọ cánh cứng trong họ Laemophloeidae. Loài này được Mukhopadhyay & Sen Gupta miêu tả khoa học năm 1977.